# Samir Moussaoui
Samir Moussaoui (Bordj Bou-Azzéridj, 15 mei 1975) is een Algerijnse voormalig langeafstandsloper, die is gespecialiseerd in de 5.000 m, de 10.000 m en het veldlopen. Tweemaal nam hij deel aan de Olympische Spelen en behaalde hierbij geen medailles. Hij werd tweemaal Algerijns kampioen op de 5.000 m.
In 2000 nam Moussaoui een eerste keer deel aan de Olympische Spelen van Sydney. In de finale liep hij in een tijd van 28.17,25 naar de zestiende plaats op de 10.000 m. In datzelfde jaar werd hij Algerijns kampioen op de 5.000 m, wat hij in 2001 nog eens zou overdoen.
Hij kon zich een tweede maal kwalificeren voor de Olympische Spelen van 2004. In de finale van de 5.000 m eindigde hij op een veertiende plaats in een tijd van 14.02,01 nadat hij in de halve finale al 13.24,98 had gelopen.

## Titels
- Noord-Afrikaans kampioen veldlopen (korte afstand) - 2005
- Algerijns kampioen 5.000 m - 2000, 2001

## Persoonlijke records
| Onderdeel | Prestatie | Datum            | Plaats         |
| --------- | --------- | ---------------- | -------------- |
| 3.000 m   | 7.44,43   | 5 september 2004 | Rieti          |
| 5.000 m   | 13.18,99  | 31 juli 2004     | Heusden-Zolder |
| 10.000 m  | 28.01,34  | 30 juli 1999     | Stockholm      |

## Prestaties
| Jaar | Wedstrijd                                   | Plaats        | Resultaat | Onderdeel     | Tijd     |
| ---- | ------------------------------------------- | ------------- | --------- | ------------- | -------- |
| 1997 | WK veldlopen                                | Turijn        | 77e       | lange afstand | 37.38    |
| 1998 | WK veldlopen                                | Marrakesh     | 48e       | lange afstand | 36.28    |
| 1999 | WK veldlopen                                | Belfast       | 80e       | lange afstand | 43.20    |
|      | WK                                          | Sevilla       | 27e       | 10.000 m      | 30.20,24 |
| 2000 | WK veldlopen                                | Vilamoura     | 20e       | lange afstand | 36.26    |
|      | Olympische Spelen                           | Sydney        | 16e       | 10.000 m      | 28.17,25 |
| 2001 | WK veldlopen                                | Oostende      | 39e       | lange afstand | 41.38    |
| 2002 | WK veldlopen                                | Dublin        | 41e       | lange afstand | 36.49    |
| 2004 | WK veldlopen                                | Brussel       | 26e       | korte afstand | 12.06    |
|      | Noord-Afrikaanse kampioenschappen veldlopen | Rabat         | 2e        | korte afstand | 12.41    |
|      | Olympische Spelen                           | Athene        | 14e       | 5.000 m       | 14.02,01 |
| 2005 | WK veldlopen                                | Saint-Étienne | 40e       | korte afstand | 12.28    |
|      | Noord-Afrikaanse kampioenschappen veldlopen | Biskra        | 3e        | lange afstand | Onbekend |
|      | Noord-Afrikaanse kampioenschappen veldlopen | Biskra        | 1e        | korte afstand | 11.22    |
|      | Islamitische Spelen                         | Mekka         | 3e        | 5.000 m       | 14.12,84 |
| 2006 | WK veldlopen                                | Fukuoka       | 37e       | lange afstand | 37.22    |